# Andrzej Horodeński
Andrzej Wiesław Horodeński (ur. 6 czerwca 1949 w Białymstoku) – fizyk, informatyk, dziennikarz i felietonista.

## Życiorys
Ukończył w 1973 roku Wydział Elektroniki Politechniki Warszawskiej, specjalność: elektronika kwantowa. Na przełomie 1974–1975 odbył czteromiesięczny staż w Instytucie Fizyki Jądrowej Maxa Plancka w Heidelbergu.
Po studiach podjął pracę jako fizyk w Instytucie Badań Jądrowych w Świerku. Uczestniczył w badaniach dotyczących kontrolowanej syntezy termojądrowej, gęstej plazmy wysokotemperaturowej, dynamiki gazów, układów elektronicznych, modelowania matematycznego i numerycznego, zagadnień wysokiej próżni, komputerowej obróbki danych pomiarowych. Pisał również programy do wspomagania eksperymentu fizycznego. Jest autorem lub współautorem między innymi z Michałem Gryzińskim artykułów publikowanych przez periodyki naukowe Applied Physics Letters, Journal of Vacuum Science and Technology i Physica Status Solidi. Był doktorantem profesora Janusza Groszkowskiego. Jest współautorem patentu na impulsowy elektrodynamiczny inżektor gazu.
W marcu 1981 wstąpił do NSZZ „Solidarność”, w której działał w stanie wojennym, między innymi, jako kolporter w Świerku pism podziemnych: „Tygodnika Mazowsze”, „Woli”, „CDN”, „W okopach”, „Syrenki” i innych. Pod pseudonimem Jędrzej Kresowiak był dziennikarzem i publicystą prasy podziemnej.
Po zakończeniu pracy w Instytucie Problemów Jądrowych kontynuował działalność publicystyczną i dziennikarską. W latach 1991–1992 był redaktorem, następnie zastępcą redaktora naczelnego tygodnika „Computerworld”, w latach 1992–1996 redaktorem naczelnym „Entera”. W latach 1996–1997 był redaktorem naczelnym miesięcznika „MRK”, a w latach 1999–2000 – wydawcą i redaktorem naczelnym tygodnika „Teleinfo”. W latach 2000–2001 analizował i komentował rynek informatyczny i telekomunikacyjny w „Rzeczpospolitej”. Zajmował się również przekładami z angielskiego.
Podsumowaniem jego działalności publicystycznej było zredagowanie w 2003 roku, wraz z Piotrem Fuglewiczem, zbioru felietonów Zapiski na balonie, w którym zebrano 128 felietonów, powstałych na przełomie wieków i drukowanych w czasopismach informatycznych oraz ogólnych. Siedmioro autorów felietonów było praktykującymi informatykami, jednym z nich był sam Horodeński, wstępem tom poprzedził Edwin Bendyk, a posłowiem Piotr Wojciechowski. Książka była jednym z materiałów 3. Kongresu Informatyki Polskiej, Horodeński był też współautorem zaprezentowanego 24 października 2003 roku w Bibliotece Uniwersytetu Warszawskiego raportu Polska informatyka w Unii Europejskiej, podsumowującego prace Kongresu.
W początkach XXI wieku zajął się działalnością piarową, pełniąc m.in. funkcje rzecznika prasowego kolejno Polskiej Izby Informatyki i Telekomunikacji oraz PTI. Od lutego 2014 roku powrócił do pracy naukowej, zostając pracownikiem naukowo-technicznym Zakładu Technologii Plazmowych i Jonowych w Narodowym Centrum Badań Jądrowych.

## Publikacje
Jest jednym ze współautorów monografii Informatyka i psychologia w społeczeństwie informacyjnym. W 2013 roku wydał książkę Śledztwo w sprawie Pana Boga, zaś w 2014 książkę Tajna historia fizyki kwantowej, będące popularnymi przeglądami współczesnego stanu wiedzy nauk przyrodniczych.

## Nagrody i wyróżnienia
Jest laureatem branżowej nagrody informatyków Info Star 1998 w kategorii popularyzacji informatyki oraz Nagrody 10-lecia PIIT.
W dniu 11.06.2015 został odznaczony Krzyżem Kawalerskim Orderu Odrodzenia Polski.